# Lotus 43
El Lotus 43 fue un coche de carreras de Fórmula 1 diseñado por Colin Chapman para la temporada 1966. Obstaculizado por su pesado y poco fiable motor BRM, solo ganó una carrera, el Gran Premio de los Estados Unidos de 1966. 

## Concepto
El Lotus 43 se basó parcialmente en el Lotus 38 Indycar, debido a la experiencia de Chapman en la Indy con mayor capacidad de motor y configuración de neumáticos/suspensión. El automóvil fue diseñado de esta manera en respuesta a las nuevas regulaciones que entraron en vigor en 1966, que aumentaron la capacidad del motor a 3 litros. Junto con los neumáticos más nuevos y más anchos, capaces de manejar mejor la potencia de los motores más grandes, la necesidad de un diseño más robusto era obvia.
Cosworth estaba desarrollando un nuevo motor para Lotus, el DFV, que se introduciría para la temporada de Fórmula 1 de 1967 y, mientras tanto, Chapman llegó a un acuerdo para usar el motor BRM P75 H16. El P75 en papel era técnicamente avanzado y potente, y Chapman tenía la esperanza de que impulsaría a sus autos a otra temporada exitosa.
La primera señal de problemas fue cuando llegó el motor H16 y se necesitaron cuatro hombres para levantarlo del camión. El motor demostró tener sobrepeso, ser poco fiable y no pudo producir la potencia prometida.
Dejando a un lado los problemas del motor, el chasis del 43 tenía un diseño excelente y elementos del mismo se usaron en su sucesor de 1967, el mucho más exitoso Lotus 49, incluido el uso del motor como un miembro estructural estresado que soportaba el peso y al que se unía la suspensión trasera.

## Historia de las carreras

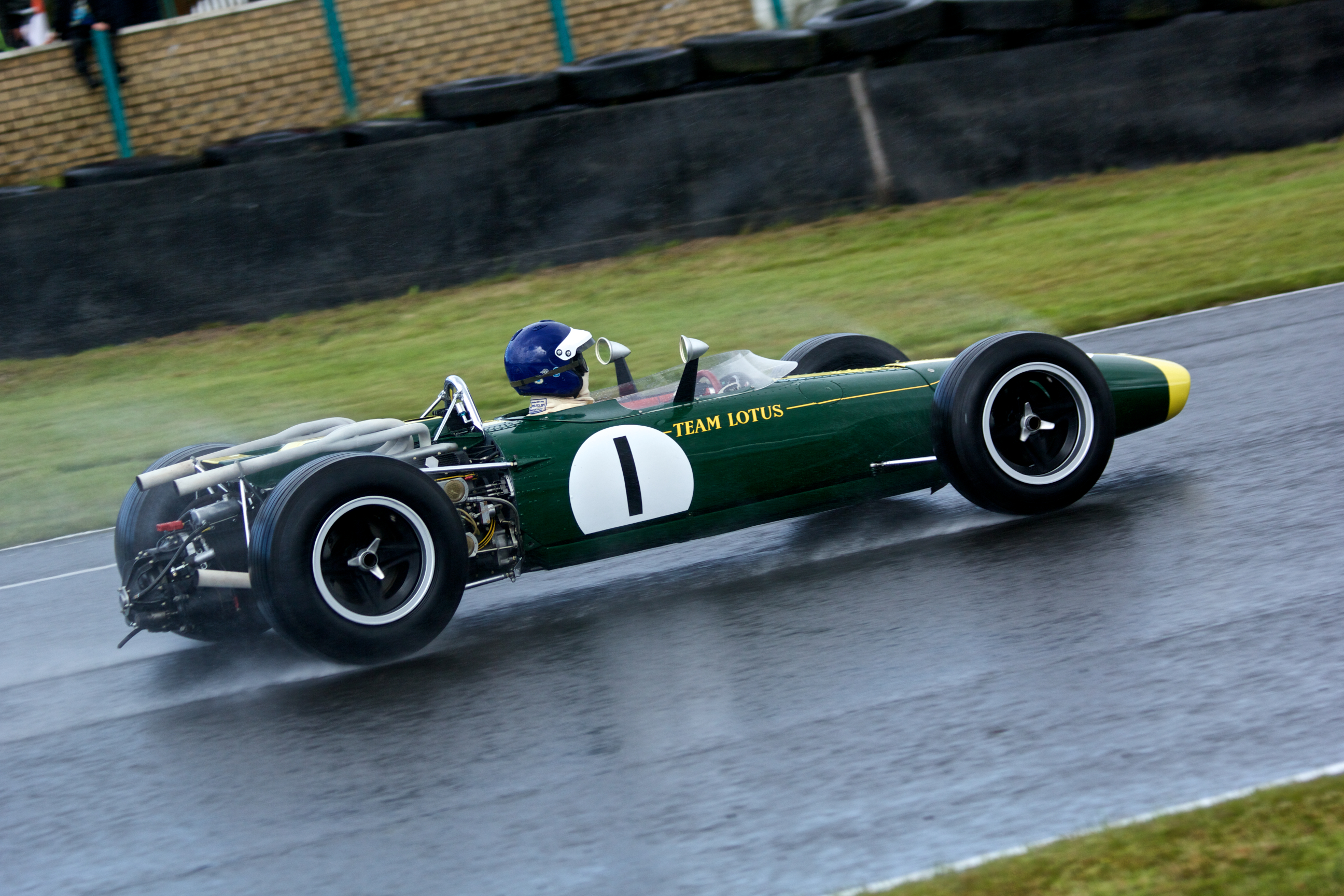
Presentación del Lotus 43 en el TCC Knockhill 2014

### 1966
Se suponía que el automóvil debutaría en el Gran Premio de Mónaco de 1966, conducido por Peter Arundell, pero no estaba disponible. Su primera aparición en el siguiente Gran Premio de Bélgica terminó durante los entrenamientos, cuando el motor se apagó.
El 43 reapareció en el Gran Premio de Italia pero se retiró por una falla en la caja de cambios. Luego, Jim Clark ganó el Gran Premio de Estados Unidos en Watkins Glen, la única victoria en una carrera para el motor P75, utilizando un motor de repuesto prestado por el equipo BRM. Sin embargo, una falla en la caja de cambios nuevamente llevó al 43 a retirarse de la última carrera de la temporada, el Gran Premio de México.

### 1967
En 1967, el 43 hizo su última aparición en el Gran Premio de Sudáfrica en el circuito de Kyalami, donde Jim Clark y su nuevo compañero de equipo, Graham Hill, retiraron sus autos.
Solo se construyeron dos autos y luego se vendieron a Robert Lamplough y Jock Russell, quienes los equiparon con motores Ford V8 de 4.7 litros y compitieron en eventos de Fórmula 5000.

## Resultados

### Fórmula 1
(Clave) (negrita indica pole position) (cursiva indica vuelta rápida)

| Año     | Motor       | Neu. | Pilotos        | 1   | 2   | 3   | 4   | 5   | 6   | 7   | 8   | 9   | 10  | 11  | Puntos | Pos. |
| ------- | ----------- | ---- | -------------- | --- | --- | --- | --- | --- | --- | --- | --- | --- | --- | --- | ------ | ---- |
| 1966    | P75 3.0 H16 | F    |                | MON | BEL | FRA | GBR | NED | GER | ITA | USA | MEX |     |     | 13†    | 5.º  |
| 1966    | P75 3.0 H16 | F    | Peter Arundell |     | DNS | Ret |     |     |     |     |     |     |     |     | 13†    | 5.º  |
| 1966    | P75 3.0 H16 | F    | Jim Clark      |     |     |     |     |     |     | Ret | 1   | Ret |     |     | 13†    | 5.º  |
| 1967    | P75 3.0 H16 | F    |                | RSA | MON | NED | BEL | FRA | GBR | GER | CAN | ITA | USA | MEX | 6†     | 8.º  |
| 1967    | P75 3.0 H16 | F    | Jim Clark      | Ret |     |     |     |     |     |     |     |     |     |     | 6†     | 8.º  |
| 1967    | P75 3.0 H16 | F    | Graham Hill    | Ret |     |     |     |     |     |     |     |     |     |     | 6†     | 8.º  |
| Fuente: |             |      |                |     |     |     |     |     |     |     |     |     |     |     |        |      |

- † Incluye puntos obtenidos por otros monoplazas de BRM.